# Ignacy Juliusz Piłsudski
Ignacy Juliusz Piłsudski herbu Kościesza Odmienna (zm. po 1823 roku) – szambelan Stanisława Augusta Poniatowskiego w 1771 roku, piwniczy Wielkiego Księstwa Litewskiego w 1790 roku, ciwun wieszwiański w 1788 roku, ciwun gondyński w latach 1783–1788.